# Emilio Arenales Catalán

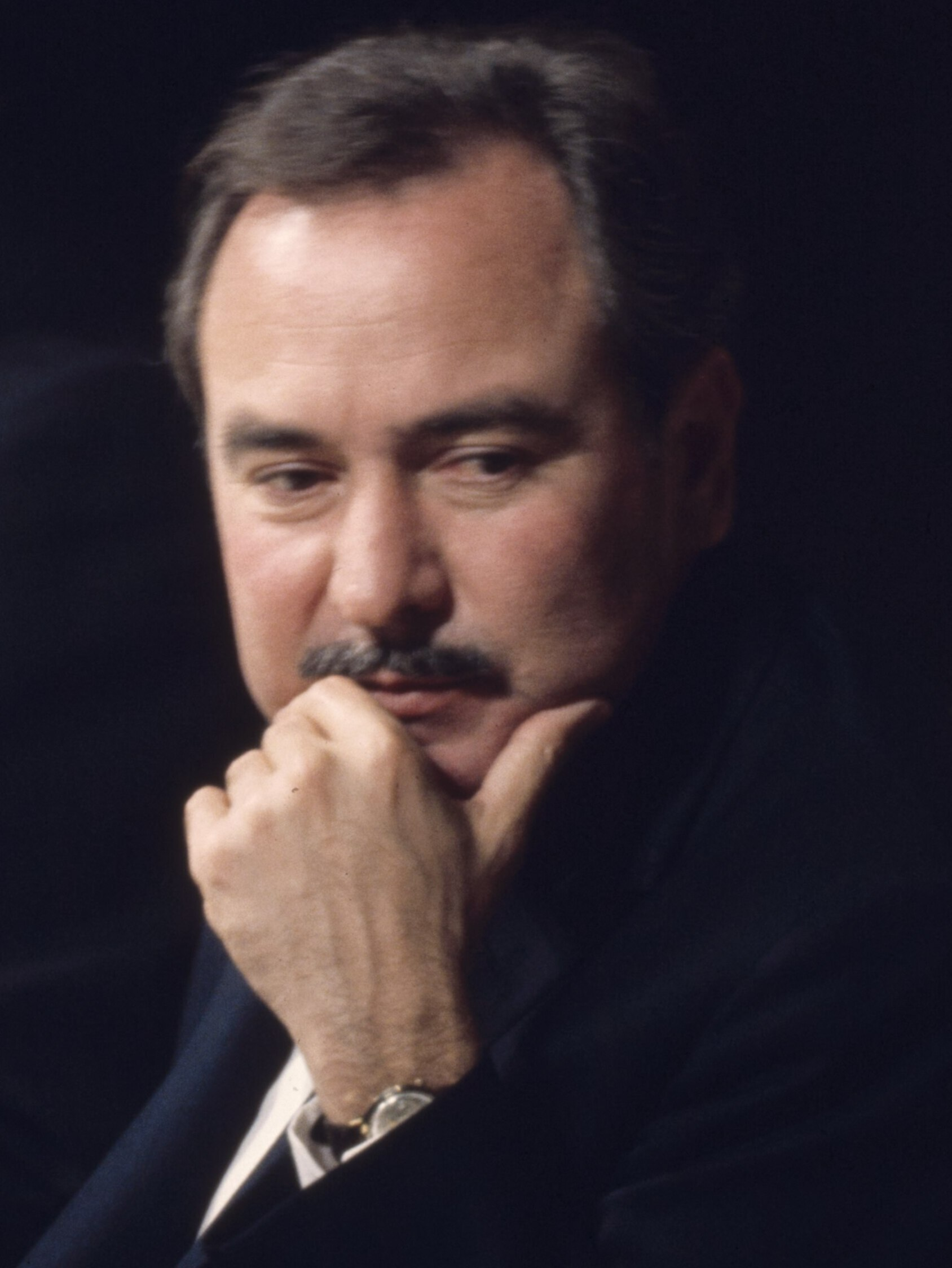
Emilio Arenales Catalán (1968)

Emilio Arenales Catalán (* 10. Mai 1922 in Guatemala-Stadt; † 17. April 1969 ebenda) war ein guatemaltekischer Politiker und Diplomat.
Nach dem Studium der Sozial- und Rechtswissenschaften in Guatemala wurde er schon 1943 Mitglied des Rates der Universität San Carlos in Guatemala. 1944 wurde er Präsident des guatemaltekischen Juristenverbandes. Von Mitte der 1940er-Jahre an engagierte er sich in der UNESCO.
Von 1955 bis 1958 war Arenales Catalán Ständiger Vertreter seines Landes bei den Vereinten Nationen. Neben den Teilnahmen an der UN-Generalversammlung war er im UN-Ausschuss für abhängige Gebiete aktiv und auch dessen Präsident (1958). 1958 verließ er die Vereinten Nationen und begann, in Guatemala wieder als Rechtsanwalt zu praktizieren.
1966 wurde er zum Außenminister seines Landes ernannt. In dieser Position wurde er 1968 zum Präsidenten der 23. UN-Generalversammlung gewählt. Er war der erste Präsident der Generalversammlung, der im Amt starb.
Emilio Arenales Catalán war verheiratet und hatte vier Kinder.